# Miniopterus fraterculus
Miniopterus fraterculus es una especie de murciélago de la familia Vespertilionidae.

## Distribución geográfica
Se encuentra en Kenia Tanzania Malaui Mozambique Zambia Zimbabue Suazilandia y Sudáfrica.